# دقیقی
ابو منصور محمد بن احمد توسی (پس از ۳۲۰ – میان ۳۶۷ تا ۳۶۹ هجری قمری) مشهور به دقیقی، شاعر فارسی‌زبان در دورهٔ سامانیان بود. او از نخستین کسانی بود که پیش از فردوسی تلاش کرد داستان‌های ملی ایران را به شعر درآورد و از پیشگامان حماسه‌سرایی به زبان فارسی است. بخش کوچکی از بخش‌های آغازین شاهنامه سرودهٔ اوست که فردوسی آن‌ها را با ذکر نام نویسنده اصلی در اثر خود گنجانده است.
زادگاه وی بنا به روایات گوناگون، توس، بلخ، سمرقند و بخارا ذکر شده است، اما بر پایهٔ پژوهش‌های نوین، این‌گونه پنداشته می‌شود که او زادهٔ شهر توس بوده است. دقیقی با دربار شاهان سامانی در پیوند بود و به تشویق نوح دوم سامانی به نظم درآوردن شاهنامه ابومنصوری را آغاز کرد. اما پیش از آنکه آن را به پایان برساند، به دست غلام خود کشته شد. پس از آن فردوسی کار دقیقی را ادامه داد و شاهنامهٔ ابومنصوری را که منثور بود به نظم درآورد. فردوسی در شاهنامهٔ خود داستان زندگی دقیقی را به کوتاهی نقل کرده و هزار بیتی که دقیقی سروده را هم در شاهنامهٔ خود گنجانده و بدین‌گونه از ازدست‌رفتن آن‌ها جلوگیری کرده است. در دوران‌های نوین، از سوی خاورشناسان این دیدگاه مطرح شد که دقیقی زرتشتی بوده، ولی امروزه این دید با پژوهش‌های بیشتر رد شده و دقیقی را مسلمان شیعه به‌شمار می‌آورند.
دقیقی از بزرگ‌ترین و مهم‌ترین شاعرهای فارسی‌زبان است و تأثیری فراوان بر شاعرهای پس از خود، به ویژه سرایندگان سبک حماسی شعر فارسی گذاشته است.

## منبع‌شناسی
کتاب‌هایی که یادی از دقیقی یا شعرهایش کرده‌اند: شاهنامه فردوسی (۴۰۰)، تاریخ بیهقی (نیمه دوم سده پنجم)، شرح قصیده ابوالهیثم (پایان سده چهارم و آغاز سده پنجم)، چهار مقاله نظامی عروضی (پیرامون ۵۵۰ هجری)، حدائق‌السحر رشید وطواط (سده ششم)، ترجمان‌البلاغه (آغاز سده ششم)، لباب‌الالباب عوفی (۶۱۷ تا ۶۲۵)، مونس‌الاحرار محمد جاجرمی (۷۴۱)، تاریخ سیستان، تاریخ گزیده (۷۳۰)، دیوان فرخی، غضایری، معزی، ادیب صابر، سوزنی، لغت فرس اسدی توسی، صحاح‌الفرس، فرهنگ جهانگیری، سخن و سخنوران تألیف فروزانفر، احوال رودکی از سعید نفیسی، و مقاله تقی‌زاده در مجله کاوه.
در نوشته‌های خاورشناسان به دو دلیل از دقیقی یاد شده. در جای‌هایی که سخن از ادبیات فارسی و شاعرهای این زبان است، چون دقیقی از پیشگامان شعر فارسی بوده نامش در میان دیگر شاعرها آورده می‌شود. مناسبت دیگر آن است که کسانی که به جستجو در زندگانی فردوسی پرداخته‌اند، همچنان به دلیل اینکه بخشی از شاهنامه سرودهٔ دقیقی است، از پژوهش دربارهٔ او نیز سر باز نزده‌اند. در اینجا برخی از مهم‌ترین پژوهش‌هایی که خاورشناسان دربارهٔ دقیقی انجام داده‌اند را به کوتاهی می‌آوریم. این مطالب برگرفته از مقالهٔ ایرج افشار است که در سال ۱۳۵۵ خورشیدی چاپ شده است.
نخستین کوشش از سوی خاورشناسان برمی‌گردد به هنگامی که لمسدن، از نظامیان انگلیسی مقیم هند، نخستین مجلد شاهنامه را در سال ۱۸۱۱ میلادی در کلکته به چاپ رسانید. پس از او کسانی که به شاهنامه پرداختند، در پیشگفتارهای خود به ناچار از دقیقی و پیشگامی او در سردون حماسه ملی ایران نیز سخن یاد کردند.
یکی از خاورشناسان آلمانی به نام هرمان اته میان سال‌های ۱۸۷۲ و ۱۸۷۵ به انتشار دو مقاله به زبان آلمانی پرداخت و در آن‌ها از دقیقی یاد کرده بود. نخستین مقاله دربارهٔ فردوسی، و دیگر مقاله‌ای دربارهٔ پیشروان و معاصران رودکی (۱۸۷۵) بود. اته یکی از نخستین کسانی است که بحث دربارهٔ زرتشتی بودن دقیقی را مطرح کرد و بر پایه آن، سرودن شاهنامه را بیشتر ناشی از حس و توجه شاعر به عوالم روحی و فکری او عنوان کرد.
تئودور نولدکه در سال ۱۸۹۲ در جلد دوم مجموعه پژوهش‌های مربوط به زبان فارسی که در شهر وین انتشار یافت، ضمن بحثی دربارهٔ شعر فارسی از سهم دقیقی در حماسه ایران یاد کرد و موضوع زرتشتی بودن دقیقی را یکی از مباحث اصلی بحث خود قرار داد.
ادوارد براون که اولین مجلد از اثر پایدارش بنام تاریخ ادبیات ایران که در سال ۱۹۰۲ انتشار یافت، در دو صفحه از آن کتاب به زندگانی دقیقی پرداخت و ضمن بازگویی و بازبینی آنچه در کتاب‌ها و مآخذ قدیم ایرانی دیده بود، تا اندازه‌ای به دیدگاه‌های مستشرقان نیز پرداخت. او پس از آن بحث کوتاهی دربارهٔ ممدوحین می‌آورد و برخلاف پیشینیان خود می‌گوید که دقیقی زرتشتی نبوده است. این نخستین بار بود که در برابر عقاید نولدکه و اته و هرن، نظری مخالف گفته می‌شد.
در سال ۱۹۱۳ نخستین مجلد از چاپ اول دائرةالمعارف اسلام انتشار یافت. در این دائرةالمعارف ذیل تخلص دقیقی پنج شش سطری به زندگانی او اختصاص داشت. این نخستین بار بود که نام دقیقی در یک دائرةالمعارف اروپایی وارد شده بود. در حالی که نام فردوسی و همگنان او سال‌ها پیش از آن در دائرةالمعارف‌های دیگر جایگاه خود را یافته بود. مقاله کوتاه دائرةالمعارف اسلام به دست کلمان هوار خاورشناس فرانسوی نوشته شده بود.
شدر در سال ۱۹۳۲ مقاله‌ای تحت عنوان «آیا دقیقی زرتشتی بود؟» در جشن نامه خاورشناس نامی جرج یاکوب به چاپ رسانید و این عقیده را اظهار کرد دقیقی زرتشتی نبوده است.
کتاب تاریخ ادبیات ایرانی تألیف یان ریپکا مستشرق در سال ۱۹۵۶ به زبان چکی در پراگ به چاپ رسید. سه سال پس از آن در سال ۱۹۵۹ ترجمهٔ آلمانی آن در لایپزیک منتشر شد. ریپکا سه صفحه از این کتاب را به زندگانی دقیقی اختصاص داده است. آنچه در تحقیق او تازگی دارد اظهارنظریست که در باب کشته شدن دقیقی به‌دست می‌دهد و علت آن را به دلایل آنچه فردوسی در حق دقیقی آورده است، به اخلاق خشونت‌آمیز و تند دقیقی منحصر می‌کند. او می‌گوید زحمات دقیقی مقدمه بلافصل شاهنامه فردوسی بود و هنوز هم آثار آن در این منظومه به روشنی قابل درک است. درست است که دقیقی به تنهایی مبتکر سبک و وزن حماسی نبود ولی بی‌گمان در پیشرفت این دو سهیم بوده است و نمونه‌ای پرداخته است که فردوسی هم به‌دنبال آن رفته است.

## پیشینه به‌نظم‌درآوردن داستان‌های ملی ایران
در اواخر دوره ساسانی کتابی به زبان پهلوی به نام خدای‌نامه نوشته شده بود که داستان‌های ملی ایران را در آن گردآوری کرده بودند. این کتاب در آغاز دوره اسلامی به دست المقفع به زبان عربی برگردانده شد و منبع اصلی «تاریخ» ایران باستان بود. عنوان شماری از کتاب‌ها دربارهٔ قهرمانان ملی ایران هم به عربی و هم به فارسی در دسترس است، که گویا از نوشته‌های فارسی میانه ترجمه شده بودند؛ که همین نوشته‌ها منابع مستقیم یا غیرمستقیم فردوسی در سرودن شاهنامه بوده‌اند. پیش از فردوسی نیز تلاش‌هایی برای به شعر درآوردن این داستان‌ها، هم به عربی و هم به فارسی، انجام شده بود. در پیرامون سال ۲۰۰ هجری قمری (۸۱۵ میلادی)، آبان بن عبدالحمید لاحقی شماری از کتاب‌های ساسانی را به شعر عربی و در بحر رجز برگردانده بود، که از جمله آن‌ها «کتاب مزدک» بود که گویا در شاهنامه هم بکار برده شده است. در نیمه نخست سده دهم، مسعودی مروزی شاهنامه‌ای در بحر هزج سروده بود که این بحر بر پایهٔ همان اصول وزنی بحر عربی رجز بنا شده بود. از این شاهنامه تنها سه بیت به جا مانده است. دقیقی از شاعرانی بود که در نیمه دوم سده دهم میلادی به نظم درآوردن داستان‌های ملی ایران دست یازید، اما کار او ناتمام ماند تا اینکه فردوسی آن را به پایان رساند.
در زمان سده‌های نخستین اسلام عرب‌ها آشکارا ملل دیگر را تحقیر می‌کردند. این وضع در دوره بنی عباس نهضت ملی شعوبیه را ایجاد کرد. اینان نخست برابری همه مسلمانان را اعلام داشتند، ولی پس از آن مدعی برتری ایرانیان بر عرب‌ها شدند. در این دوره کشمکشی میان نویسندگان ایرانی و عرب در زمینه ادبیات پدید آمد که هر کدام تلاش می‌کردند برتری خود را نشان دهند. از این کشمکش ادبیاتی به زبان عربی پدید آمد که از سده نهم تا یازدهم میلادی ادامه داشت. در سده نهم به این ملت‌پرستی فکری، ملت‌خواهی سیاسی نیز افزوده شد. به دنبال آن نخستین سلسله پادشاهان ایرانی در خراسان پدید آمد که از بغداد دور بود و برای همین کانون بدعت‌های پرشمار سیاسی و مذهبی به‌شمار می‌رفت. به همت شاعران فارسی‌زبان، زبان فارسی کم‌کم زبان عربی را از دربار شاهان کنار راند. فرمانروایانِ سلسله‌های نخستین ایرانی، از پیشرفت زبان کشور خود خرسند بوده‌اند، چرا که به‌طور غیرمحسوسی رشته‌هایی که ایرانیان را به خلافت پیوند می‌داد، می‌گسست. این خرسندی را از آنجا می‌توان دریافت که آنان بر حفظ سنت‌های تاریخی و افسانه‌ای ایران پافشاری داشتند و به‌کاربستن همین سنت‌ها بود که بزودی حماسهٔ ملی ایران را پدیدآورد.
در سال ۹۵۷ میلادی یعنی در بهترین دوران سامانیان، شاهنامه ابومنصوری با تلاش ابومنصور المعمری و به دستور ابومنصور عبدالرزاق، حاکم توس، توسط چهار گردآورنده خدای نامک‌های کهن (که در شاهنامه فردوسی نام برده شده‌اند) به رشته تحریر درآمد. این شاهنامه منثور پایه‌ای برای سرودن نسخه‌های منظوم شاهنامه شد، ولی خود آن عمری کوتاه داشت. دقیقی از نخستین کسانی بود که پیش از فردوسی دست به سرودن شاهنامهٔ منظوم از روی این شاهنامهٔ منثور ابومنصوری زد. در این باره مورخی آورده است «آنگاه که پیشانی سامانیان به تاج خراسان آراسته شد، آنان خواستار شدند که وقایع عمدهٔ شاهان قدیم ایران به شعر آورده شود. اما در این زمان مقام شعر چنان بلند نبود و آنان نتوانستند به آرزوی خود برسند تا زمانی‌که نوع بن منصور به حکومت رسید. وی با تمام نیرو بر این همت گماشت که از چراغ لطف خود نور خالص این نیت را بیرون دهد و گردن بند این اقدام را به‌گردن دقیقی که سرمشق شعرای زمان خود بود بیاویزد».

## زندگی
از زندگانی دقیقی دانسته‌های اندکی در دسترس است. آنچه می‌دانیم این است که او با دربار سامانیان در پیوند بوده و از شاهان این خاندان امیر سدید ابوصالح منصور بن نوح سامانی (۳۵۰ تا ۳۶۵ هجری) و امیر رضی ابوالقاسم نوح بن منصور (۳۶۵ تا ۳۸۷) را مدح گفته و گویا به فرمان امیر نوح به نظم کردن شاهنامه دست یازیده است. او پس از به نظم کشیدن نزدیک به هزار بیت، در روزگار جوانی به دست غلام ترک خود کشته می‌شود. اینکه چرا غلامش او را کشته است، در جایی گفته نشده است. اما محمدامین ریاحی کشته شدن او را به دلیل تعصبات مذهبی مسلمانان و گرایشی که نسبت به دین زرتشت داشته است، می‌داند. بر پایهٔ گفتهٔ او، روایت کشته‌شدن دقیقی در شاهنامه، با آنچه که در تذکره‌ها آمده و قاتل دقیقی را بندهٔ خود او دانسته‌اند، یکی نیست؛ چرا که مصراع «به دست یک بنده‌بر کشته شد» این را نمی‌رساند که بندهٔ خودِ دقیقی، او را کشته است.
هزار بیتی که او سروده دربارهٔ پادشاهی گشتاسپ و ظهور زرتشت و تاختن ارجاسپ به ایران است. او به تشویق نوح دوم سامانی به به‌نظم‌درآوردن شاهنامهٔ ابومنصوری دست یازید.
تاریخ دقیق زادن و مرگ او دانسته نیست، ولی او به دستور نوح بن منصور (پادشاهی از ۳۶۵ تا ۳۸۷) آغاز به به نظم درآوردن شاهنامه کرد و فردوسی کار او را در پیرامون سال‌های ۳۶۵ هجری ادامه داد. مرگ دقیقی باید حدوداً پیرامون ۳۶۶ انجام گرفته باشد. افزون بر آن، آنچنان که فردوسی در شاهنامه گزارش کرده است، دقیقی در سن جوانی کشته شد، از این روی می‌توان تاریخ زادن او را پس از ۳۲۰ هجری دانست. به گفتهٔ محمد دبیرسیاقی، چون آغاز فرمانروایی نوح بن منصور در ۳۶۵ ه‍. ق است و فردوسی نیز که کشته‌شدن دقیقی را در شاهنامه خود یاد می‌کند در حدود سال ۳۷۰ ه‍.ق به نظم شاهنامه دست یازیده، بنابراین تاریخ کشته‌شدن این شاعر میان سال‌های ۳۶۷ تا ۳۶۹ هجری قمری باید رخ داده باشد.
بر پایهٔ گفتهٔ عوفی «او را بسبب دقت معانی و دقت الفاظ دقیقی گفتندی». بر پایهٔ گفتهٔ ذبیح‌الله صفا، پذیرش این نکته مستلزم آن است که بپنداریم او پیش از رسیدن به مرتبهٔ استادی در شعر فارسی، لقب شعری نداشته و بنابراین این گفتهٔ عوفی را نادرست می‌داند.
برخی او را همان ابوعلی محمد بن احمد بلخی دانسته‌اند که ابوریحان بیرونی به او و شاهنامه‌اش اشاره کرده است، ولی بر پایهٔ گفتهٔ صفا، دلایلی که برای یکی دانستن آن‌ها گفته می‌شود قانع‌کننده نیست. نخست آنکه شاعر بودن ابوعلی بلخی و نوشتن شاهنامه از روی منابع مختلف دلیل نمی‌شود که او همان دقیقی توسی باشد و دوم آنکه از گفتهٔ ابوریحان پیداست که شاهنامه ابوعلی بلخی منثور بوده است، نه منظوم.
عوفی گفته‌های دقیقی را بیست‌هزار بیت برمی‌شمرد. این گفته لزوماً درست نیست (و ممکن است بر اثر اشتباه نوشتاری «بیتی‌هزار» به «بیست هزار» رخ داده باشد،) ولی تاریخ هرات نوشته سیف هروی ۷۰ بیت در بحر متقارب در سبک حماسی را به دقیقی نسبت می‌دهد و این امکان وجود دارد که این بیت‌ها گوشه‌هایی از شاهنامهٔ او بوده باشند، هرچند که آن بیت‌ها را می‌توان بخشی از آثار دیگر دقیقی نیز به حساب آورد.

### زادگاه
سرگذشت‌نویسان گوناگونی بخارا، سمرقند، بلخ، مرو و توس را زادگاه او دانسته‌اند. بر پایهٔ گفتهٔ محمد عوفی زادگاه او شهر توس بوده است و جلال خالقی مطلق با برشمردن چندین دلیل توس را زادگاه دقیقی می‌داند. دانشنامهٔ بریتانیکا نیز زادگاه او را توس دانسته است.
بر پایهٔ خالقی مطلق، توس به چند دلیل زادگاه دقیقی است. نخست آنکه زمان عوفی نسبت به دیگر سرگذشت‌نویسان دقیقی، پنج‌سده پیشتر و نزدیک‌تر است و خود عوفی نزدیک به دویست سال با دقیقی فاصله دارد، به ویژه آنکه عوفی سال‌ها در شهرهای خراسان بزرگ سفر کرده و یادداشت تهیه نموده. دوم آنکه بخارا از آن رو نمی‌تواند زادگاه دقیقی باشد که خود عوفی زادهٔ این شهر است و در همان‌جا تحصیل کرده و بعید است که شاعری به نامبُرداری دقیقی پس از دویست سال آنچنان از یاد همشهریانش رفته باشد که او را بیگانه بپندارند. این حکم دربارهٔ مردم دیگر شهرها مانند سمرقند و مرو و توس نیز درست است و می‌دانیم که عوفی در سمرقند و مرو به سر برده و در سال ۶۰۰ در نسا و در ۶۰۳ در نیشابور بوده و به احتمال زیاد از توس نیز دیدن کرده و با دانشمندان آنجا گفتگو و نشست‌وبرخاست داشته و افزون بر این، توس در آن هنگام هنوز گرفتار تاخت و تاز مغول‌ها نشده بود و بیشتر کتاب‌ها و دیوان‌های سده‌های گذشته همچنان در دسترس بوده است.
دقیقی در یکجا می‌گوید:
| خدایگانا بامس به شهر بیگانه |  | فزون از این نتوانم نشست دستوری |

در جای دیگر می‌گوید:
| من اینجا دیر ماندم خوار گشتم |  | عزیز از ماندن داهٔ م شود خوار |
| چو آب اندر شمر بسیار ماند    |  | ز هومت گیرد از آرام بسیار    |

شاعر در اینجا می‌گوید که سالیان درازی از زادگاه خود دور افتاده و از ماندن در شهر بیگانه دلگیر شده و شکوه می‌کند. اگر این شعر در بخارا سروده شده باشد، بخارا دیگر نمی‌تواند زادگاه او باشد. اگر هم در چغانیان سروده باشد، آنگاه نه بخارا و نه سمرقند نمی‌توانند زادگاه او باشند، چون این شهرها با هم نزدیک هستند و دقیقی که ثروتمند هم بوده می‌توانسته هر هنگام که دوست داشت از زادگاه خود در آن شهرها دیدن کند.
منوچهری در قصیدهٔ «لغز شمع» که در ستایش استادش عنصری سروده، بیتی بدین گونه دارد:
| از بخارا پنج و پنج از مرو پنج از بلخ باز |  | هفت نیشابوری و سه توسی و سه بوالحسن |

جای توس را می‌توان با سه نام فردوسی، اسدی توسی و دقیقی پر کرد. احتمال اینکه شاعر نامی دیگر از توس بوده باشد که ما دربارهٔ آن چیزی ندانیم، اندک است.

### دین
در شعرهای دقیقی اشاره‌هایی هست که پژوهشگران را بر آن داشته تا او را زرتشتی بپندارند. اما بر پایهٔ گفتهٔ جلال خالقی مطلق در دانشنامه ایرانیکا، به جز نام اسلامی او، اشاره‌های دیگری هست که نشان می‌دهد او یک مسلمان بوده. اگر زادگاه او توس بوده باشد که از شهرهای کهن شیعه‌نشین بوده و در زمان فرماندار سامانی، ابومنصور عبدالرزاق به مرکز فعالیت‌های ملی‌گرایانه ایرانی تبدیل شده بوده، محتمل است که دقیقی نیز همچون فردوسی یک شیعه بوده است. در آن دوره بسیاری از پیروان مذهب شیعه به فرهنگ باستانی ایران افتخار می‌کردند که این کار موجب می‌شده مخالفان آنها، به آن‌ها نام‌هایی چون قرمطی و شعوبی بدهند و آن‌ها را در دستهٔ مجوس و زندیق قرار دهند.
دقیقی آغاز به نظم درآوردن شاهنامه را از پادشاهی گشتاسپ گرفته است، نه از آغاز، که این یکی از دلایلی بوده که شماری او را زرتشتی بدانند؛ ولی بر پایه خالقی مطلق، پیش از فردوسی، قهرمانان ملی ایران گشتاسپ و اسفندیار بودند، نه رستم. از آنجایی که گرشاسپ نیز جایی در خدای‌نامه و شاهنامه ابومنصوری نداشته، دقیقی کار را با پادشاهی گشتاسپ آغاز کرده که آغاز روایت اسفندیار نیز هست.
فردوسی در شاهنامه (سده چهارم)، عوفی در لباب‌الالباب (سده هفتم)، حمدالله مستوفی در تاریخ گزیده (سده هشتم)، و کسانی که پس از آن‌ها سرگذشت دقیقی را نوشته‌اند، به نامسلمان بودن او اشاره نکرده‌اند.
دیدگاه زرتشتی‌بودن دقیقی نخستین بار توسط خاورشناسان غربی و گویا از منبعی هندو به گزارش ایشان راه یافته و رفته‌رفته پررنگ‌تر شده. با این حال شواهد نشان از زرتشتی‌بودن او ندارد. جدا از نام او که عربی و از نام‌های پیامبر اسلام است، اینکه گفته می‌شود زرتشتیانی بوده‌اند که دارای نام‌های عربی بوده‌اند در تاریخ مصداق ندارد. بر پایه گفتهٔ محمد جواد شریعت، زرتشتیانی که نام‌های اسلامی دارند، دست کم لقب و اشاره‌ای در نام آنان هست که نشان دهد پیرو این کیش هستند، مانند علی بن عباس مجوسی که کلمه مجوس در پایان نام او نشان از آن داد که او پیرو این کیش بوده است.
در جایی دقیقی این‌گونه دربارهٔ خود سخن می‌گوید:
| دقیقی چار خصلت برگزیده |  | به گیتی از همه نیکی و زشتی |
| لب یاقوت‌رنگ و نالهٔ چنگ |  | می خوش‌رنگ و دین زردهشتی    |

از جمله دلایل زرتشتی‌شمردن دقیقی بیت بالا بوده است. با این حال زرتشتی بودن او نامحتمل است، چرا که اینکه شاعر می‌گوید کیش زرتشتی را «برگزیده است»، نشان می‌دهد که او زرتشتی‌زاده نبوده است و اگر بخواهیم او را زرتشتی بپنداریم، آنگاه باید بعدها به این دین گرویده باشد. اینکه در سده دهم در ایران یک شاعر به دینی دیگر گرویده باشد و از دین برگشتگی خود را در شعر به رخ کشیده باشد، چیزی نامحتمل است که به سختی می‌توان آن را باور کرد. محمدجواد شریعت بر این باور است که احتمال اینکه یک زرتشتی در زمرهٔ مداحان شاهان بخارا درآید و اولیای دین اسلام را ستایش کند خیلی کمتر است تا برعکس آن، یعنی احتمال اینکه یک نفر مسلمان ایرانی و دارای گرایش به نهضت ملی شعوبیه و ایرانی‌گری، علاقه ملی و در عین حال رمانتیک به دین بهی نشان دهد، چنان‌که فردوسی در شاهنامه نشان داده است. این بیت می‌تواند به این معنی باشد که دقیقی به عنوان یک شاعر مسلمان، کیش زرتشتی را «می‌پسندد»، یا «ستایش می‌کند»، نه اینکه لزوماً به گونهٔ رسمی پیرو آن باشد. بیت‌های بالا که در آن اشاره به خوشگذرانی‌های ممنوعهٔ دیگری همچون «می خوشرنگ» نیز دیده می‌شود، می‌تواند اشاره به بازیگوشی شاعرانهٔ یک مسلمان داشته باشد و نباید به آن به گونهٔ ابراز عقیدهٔ راسخ دینی نگریسته شود.
بیت‌های دیگری که می‌تواند نشان از زرتشتی بودن او داشته باشد، عبارتند از:
| یکی زردشت‌وارم آرزویست |  | که پیشت زند را برخوانم از بر |

| به یزدان که هرگز نبیند بهشت |  | کسی کو ندارد ره زردهشت |

| ببینم آخر روزی به کام دل خود را |  | گهی ایار ده خوانم شاها گهی خرده |

| برخیز و برافروز هلا قبلهٔ زردشت    |  | بنشین و برافگن شکم قاقم بر پشت |
| بس کس که ز زردشت بگردید و دگر بار |  | ناچار کند رو به سوی قبلهٔ زردشت |

ولی بر پایه گفته محمد جواد شریعت، جدا از اینکه بیت‌های بالا می‌توانند نقل قول باشند، می‌توانند صرفاً تنها گرایش و علاقهٔ دقیقی را به کیش زردشتی نشان دهند و نه اینکه او واقعاً متدیّن و پیرو این دین بوده را. دو بیت آخر نشان‌دهندهٔ آن است که دقیقی با مطالعهٔ ادبیات حماسی ایران کهن، حسرت از دست دادن دین بهی یا گرایش به بازگشت به آن را در قلب خود احساس می‌کند.
بر پایه گفته محمد جواد شریعت، زبان شعری دقیقی بیشتر از آن «دری» است که بتواند زرتشتی پهلوی‌دان در آن دوره باشد. همه واژه‌های پازندی که دقیقی در نزدیک به ۳۵۰ بیت پراکنده بکار برده از شمار انگشت‌های یک دست نیز فراتر نمی‌رود و برای نمونه با زرتشت بهرام پژدو که شاعر زرتشتی سده هفتم هجری است، قابل سنجش نیست.
همچنین دقیقی در جایی می‌گوید:
| شفیع باش برِ شه مرا بر این ذلّت |  | چو مصطفی بر داداربر روشنان را |

که به نوشته محمد روشن نشان از مسلمان بودن او دارد.

### در شاهنامه

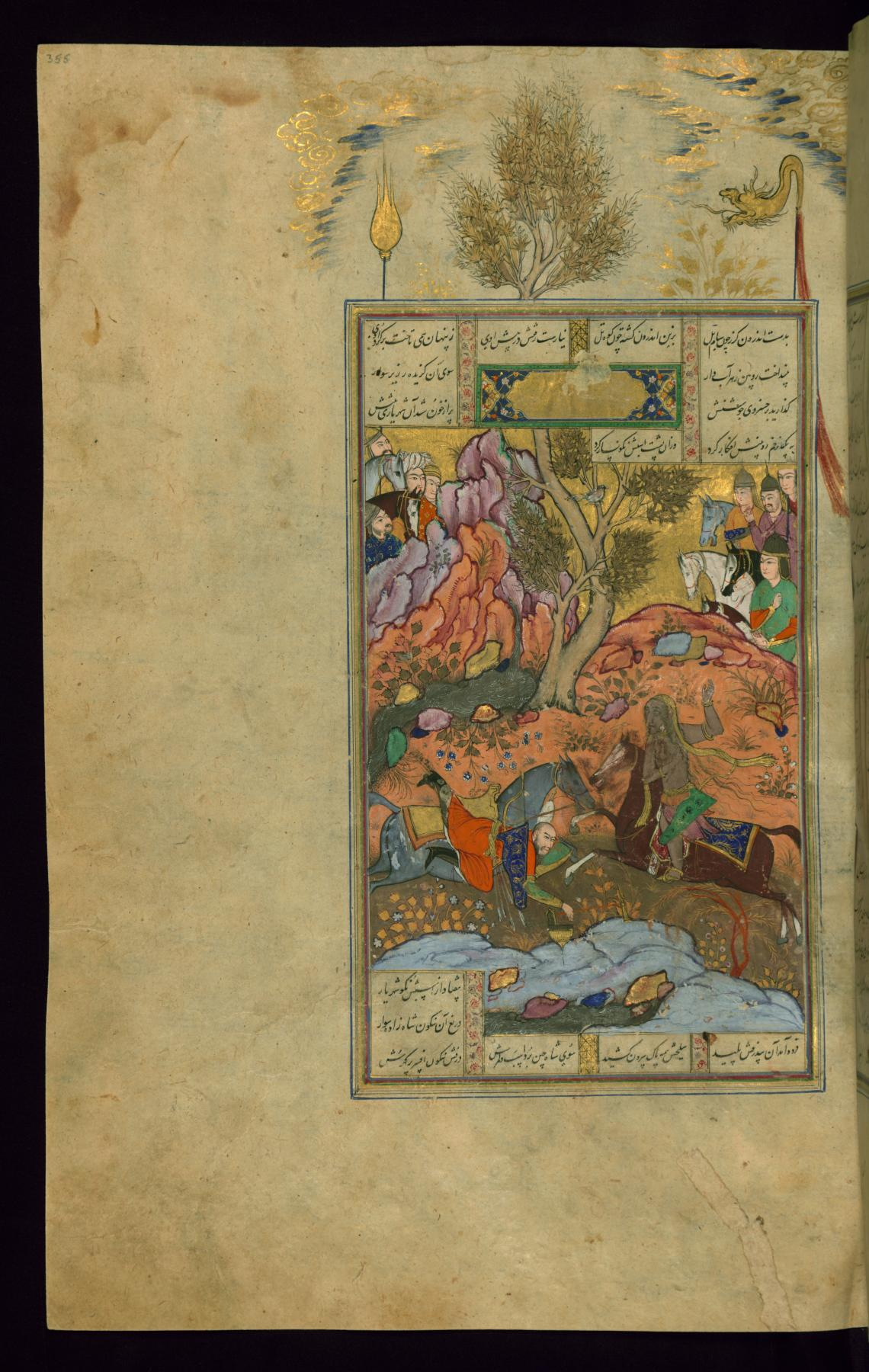
بیدرفش، پهلوان تورانی، زریر، پهلوان ایرانی و عموی اسفندیار را می‌کشد. این بخش از شاهنامه سرودهٔ دقیقی است.

فردوسی در مقدمهٔ شاهنامه می‌گوید که چگونه آن «مرد جوان» بر آن شد تا شاهنامه منثور را به نظم درآورد، ولی او را خوی بد یار بود و پیش از آنکه بتواند سرتاسر شاهنامه را به نظم دربیاورد به دست غلام خویش کشته می‌شود. در آغاز پادشاهی گشتاسپ، فردوسی دقیقی را در خواب می‌بیند که از او درخواست می‌کند تا بخیلی نکرده و هزار بیتی که او سروده را در شاهنامه‌اش بگنجاند. از سخن فردوسی به گستردگی این‌گونه برداشته شده است که سروده‌های دقیقی تماماً آن بوده که فردوسی آن‌ها را در شاهنامه آورده، اما این‌گونه نیز می‌توان برداشت کرد که بخش مورد نظر، آخرین بخشی بوده که دقیقی پیش از «پایان زندگی خویش» به نظم کشیده، نه لزوماً تنها سروده‌های او. اینکه فردوسی هزار بیت او را گنجانده است می‌تواند برای فرار از سردون بخش ظهور زرتشت بوده باشد، چرا که به دست دادن یک تصویر مثبت از زرتشت و کیش او، می‌توانست موجب آن شود که مسلمانان به فردوسی تهمت زردشتی‌بودن بزنند. خالقی مطلق البته با این دید مخالف است و آن بخش از شاهنامه را دربرگیرندهٔ مطلب «حادی» نمی‌بیند که فردوسی بخواهد از آن بگریزد. او همان دلیل اینکه فردوسی به ارزش کار دقیقی آگاه بوده و خواسته این هزار بیت از دست نروند و بمانند را محتمل‌تر می‌داند.

## مدح‌شدگان از سوی دقیقی
دقیقی با شاهان سامانی و چغانیان هم‌دوره بوده و آنان را مدح گفته است. برخی از مهم‌ترین آنان عبارتند از:
- امیر سدید ابوصالح منصور بن نوح سامانی (۳۵۰–۳۶۵). عوفی در لباب‌الالباب بیت‌های در ستایش او از دقیقی آورده است.
- امیر رضی ابولقاسم نوح بن منصور بن نوح (۳۶۵–۳۸۷). که عوفی در لباب‌الالباب بیت‌های در ستایش او از دقیقی آورده است.
- امیر فخرالدوله احمد بن محمد از آل محتاج، امیر چغانیان. دقیقی در خدمت آل محتاج تقرب و حرمت فراوان داشت. ارجی که چغانیان بر دقیقی گذاردند در آینده زبانزد شاعران پس از او بوده است و برای نمونه فرخی سیستانی یادی از این ارج‌نهی‌ها در شعرهایش کرده است و نیز امیرمعزی می‌گوید:[۲۷][۲۸]

| فرخنده بود بر متنبّی بساط سیف |  | چونانکه بر حکیم دقیقی چغانیان |

- امیر ابوسعد مظفر که گویا از شاهان چغانی بوده. بعضی او را همان ابوالمظفر احمد بن محمد یا محمد بن محمد پنداشته‌اند.
- امیر ابونصر بن ابوعلی احمد چغانی که دقیقی در مرثیهٔ او دو بیت دارد:

| دریغا میربونصرا دریغا  |  | که بس شادی ندیدی از جوانی |
| ولیکن رادمردان جهاندار |  | چو گل باشند کوته زندگانی  |

## سبک
به گفتهٔ دبیرسیاقی، دقیقی قدرت طبع و کلام نیک درهم بافته دارد، در غزل‌سرایی لطیف و در ستایندگی قوی و در مضمون‌آوری نوآور و تازه‌گوی است و دل‌انگیزی و روانی را در قول و غزل خویش از یاد نبرده است. با این حال او را در داستان‌سرایی به پای فردوسی نمی‌داند و گشتاسپ‌نامهٔ او را پس از شاهنامه از دیگر منظومه‌های بحر متقارب برتر می‌داند. بر پایه جلال خالقی مطلق در دانشنامه ایرانیکا، هزاربیت دقیقی در شاهنامه نسبت به سخن فردوسی زبانی باستانی‌تر و کهنه‌تر دارد، اما خشک و تهی از استعاره‌ها و تصویرهایی است که در سخن فردوسی دیده می‌شود. فردوسی پس از آوردن سروده‌های دقیقی در شاهنامه، با آنکه با احترام نسبت به او سخن می‌گوید و او را راهبر خود می‌پندارد، ولی هم‌زمان لب به نکوهش او نیز می‌گشاید و آن را برای حماسه ملی ایران سزاوار نمی‌بیند.
بیت‌های دقیقی در شاهنامه که به گشتاسپ‌نامه مشهور است، در تصحیح جلال خالقی مطلق ۱۰۱۵ بیت، در تصحیح ژول مول ۱۰۲۳ بیت و در چاپ مسکو ۱۰۰۹ بیت است. جلال خالقی مطلق در مقاله‌ای به بررسی سخن دقیقی در شاهنامه پرداخته و بیت‌های او را با سخن فردوسی سنجیده است. بر پایهٔ پژوهش او، سخن فردوسی در سنجش با دقیقی، از کوتاهی و ایجاز بیشتری برخوردار است و دقیقی جزئیات بیشتری را در داستان‌ها آورده و در جای‌هایی هم مطالبی که پیشتر عنوان شده‌اند را دوباره به گونه‌ای زاید تکرار کرده است. این تکرار و درازگویی حتی واکنش بنداری اصفهانی که شاهنامه را به زبان عربی ترجمه کرده را نیز در پی داشته و او در جایی سخن دقیقی را یکباره خلاصه می‌کند. برای سنجش، خالقی بر این باور است که فردوسی می‌توانست هزاربیت دقیقی را با ۵۰۰ یا ۷۰۰ بیت بازگو کند، از آن سو، دقیقی اگر قرار بود همهٔ شاهنامه را بسراید، به هفتاد تا صدهزار بیت نیاز داشت. از نظر تشبیه‌ها و توصیف‌های شاعرانه، سخن دقیقی به جز شمار اندکی، روی هم رفته تهی از تشبیه‌ها و توصیف‌های زیبای شاعرانه است و از این دیدگاه در سنجش با فردوسی خشک و خالی شمرده می‌شود. همچنین سخن دقیقی نیز مانند فردوسی سرشار از احساسات ملی است و به زیبایی ایران و ایرانیان را توصیف کرده است. همچنین دشنام‌هایی که فردوسی به کار برده، نسبت به دقیقی ملایم‌تر هستند.
در حماسهٔ دقیقی وقتی قهرمان تازه‌ای وارد صحنه می‌شود و سپس ناپدید می‌گردد کم‌وبیش با همان شیوه و با همان واژه‌های پیشین توصیف می‌شود، در صورتی‌که فردوسی می‌کوشد آن‌ها را به شیوه‌های گوناگون توصیف کند. در سخن دقیقی میدان‌های جنگ و به ویژه جنگ‌های تن‌به‌تن کمتر از فردوسی رنگین است و گوناگونی دارد. گفتار و پیام‌ها بهتر از خود داستان بیان می‌گردد. گفتگوها اندکی ناشیانه است و تحول‌ها و تضادها گاهی مبهم و همچون آثار هومر، در کتاب دقیقی اصطلاحات ساخته و پرداخته بیش از اندازه تکرار می‌شود. در عوض دقیقی دارای شیوه‌ای کاملاً حماسی است. بدیهی است که او این سبک را یک مرتبه، ابداع نکرده بلکه پیشینیان او آن را تکمیل و رفته‌رفته به وجود آورده‌اند. بیت‌های پراکنده‌ای از پیشینیان دقیقی وجود دارد که نشان می‌دهد پیش از دقیقی نوع شعر حماسی تثبیت‌یافته بوده و فرهنگ خاص و وزن شعری خاص داشته است که همان بحر متقارب است.
از لحاظ بکار بردن واژه‌های عربی، دقیقی در ۱۰۱۵ بیت خود ۵۰ واژهٔ عربی یا معرّب را ۱۱۰ بار بکار برده است. در مقابل فردوسی در همهٔ شاهنامه ۶۴۲ واژهٔ عربی بکار برده است، که این شمار بر پایهٔ دیدگاه خالقی مطلق، در دستنویس اصلی خود فردوسی که از دست رفته بی‌گمان کمتر هم بوده است. اگر فردوسی در نزدیک به ۴۸ هزار بیت خود نزدیک به ۶۴۰ واژه عربی به کار برده باشد، به‌طور میانگین در هر هزاربیت ۱۴ واژهٔ نو عربی بکار برده است، در حالی که این رقم برای دقیقی ۵۰ واژه است. بسامد واژه‌های عربی در شاهنامه ۸۸۰۰ بار است، که برای فردوسی در هر هزار بیت، می‌شود ۱۸۴ واژهٔ نو یا معرب و این رقم برای دقیقی ۱۱۰ است. در نتیجه، فردوسی از دید بسامد، واژه‌های عربی بیشتری بکار برده، ولی دقیقی، نوواژه‌های عربی بیشتری دارد. در شعرهای پراکنده و غیرحماسی دقیقی، برخلاف شعرهای حماسی او، واژه‌های عربی زیاد به کار رفته‌اند که نشان می‌دهد پرهیز از بکاربردن واژه‌های عربی از روی عمد بوده است.
هزاربیتی که از دقیقی در شاهنامه آمده است و به گشتاسپ‌نامه نامبردار است، درون‌مایه‌ای یکسان با کتاب پهلوی ایادگار زریران دارد. بررسی و سنجش این دو نشان می‌دهد که دقیقی از مآخذ دیگری برای سرودن گشتاسپ‌نامه بهره برده و زبان پهلوی نمی‌دانسته که یکراست از روی این نوشتهٔ پهلوی گشتاسپ‌نامهٔ خود را بسراید. در این دو نوشته، یعنی گشتاسپ‌نامه دقیقی و یادگار زریران پهلوی، ناهمسانی‌هایی بزرگ میان روند روی دادن رخدادها، مفاهیم و گاه جملات و حتی نام پهلوانان وجود دارد، هرچند که این دو نوشته خالی از شباهت هم نیستند.

## تأثیرها
دقیقی یکی از مهم‌ترین شاعران در دوره‌های نخستین شعر فارسی است. او راه را برای شاعران پس از خود همچون فردوسی هموار کرد، که فردوسی نزدیک به هزار بیت از دقیقی را در شاهنامهٔ خود گنجانده است. هر چند که نمی‌توان به وجود آوردن سبک و شیوهٔ غالب در ادبیات حماسی فارسی را تماماً به دقیقی نسبت داد، ولی بی‌گمان دقیقی سهم زیادی در به وجود آوردن آن داشته است. پس از ابو عبدالله جعفر رودکی، دقیقی به همراه ابوشکور بلخی و شهید بلخی، مهم‌ترین سرایندگان سده ۱۰ میلادی هستند. شاعران دوران‌های بعد دقیقی را در ردیف گویندگان بزرگ نام برده و سخن او را ستوده‌اند و از دیوانش نسخه برداشته‌اند و در طرز سخنگویی و شیوهٔ شاعری بدو اقتدا کرده‌اند. ناصر خسرو در سفرنامه از قطران تبریزی، شاعر سده پنجم یاد می‌کند که در تبریز دیوان دقیقی و منجیک ترمذی را نزد او آورده و مشکلات آن دو دیوان را از وی پرسیده است. اما امروزه جدا از هزار بیت گشتاسپ‌نامه که فردوسی آن‌ها را در شاهنامه آورده، تنها نزدیک به سیصد بیت، از قطعه و قصیده و ابیات پراکنده در دست است.